# Aus Politik und Zeitgeschichte
Aus Politik und Zeitgeschichte (APuZ) ist eine seit 1953 erscheinende Beilage der deutschen Wochenzeitung Das Parlament. Trotz der ungewöhnlichen Veröffentlichungsform zählt sie zu den wichtigsten deutschsprachigen Fachzeitschriften für Politikwissenschaft. In jeder Ausgabe wird ein Thema aus Politik, Geschichte und Gesellschaft durch wissenschaftliche Beiträge von verschiedenen Autoren aus unterschiedlichen Blickwinkeln betrachtet. Die Zeitschrift ist somit auch ein Forum kontroverser Diskussion, sie führt in komplexe Wissensgebiete ein und bietet eine ausgewogene Mischung aus grundsätzlichen und aktuellen Analysen. Herausgegeben wird die Beilage von der Bundeszentrale für politische Bildung.
Man kann APuZ als Beilage zu Das Parlament sowie seit 1995 auch als Online-Ausgabe lesen. Darüber hinaus bietet die Bundeszentrale auch separate Jahrgangsbände zum Verkauf an. Aktuelle Printausgaben der Broschüre können dagegen kostenlos über die Webseite bestellt werden.
Es ist ausdrücklich gestattet, für Unterrichtszwecke Kopien in Klassenstärke anzufertigen. Die Beiträge stehen unter der Lizenz CC-BY-NC-ND 3.0 Deutschland.